# Asnières-sur-Saône
Asnières-sur-Saône es una comuna francesa situada en el departamento de Ain, de la región de Auvernia-Ródano-Alpes. 

## Geografía
Está situada a orillas del río Saona, en el límite con el departamento de Saona y Loira.

## Demografía
| 86 | 103 | 94 | 95 | 68 | 69 | 86 | 73 | 69 |
| Para los censos de 1962 a 1999 la población legal corresponde a la población sin duplicidades (Fuente: INSEE [Consultar]) |     |    |    |    |    |    |    |    |